# 4993 Cossard
4993 Cossard este un asteroid din centura principală, descoperit pe 11 aprilie 1983 de Henri Debehogne și Giovanni de Sanctis.